# Triopha occidentalis
Triopha occidentalis (Fewkes, 1889) è un mollusco nudibranchio della famiglia Polyceridae.